# MYこれ!クション 福永恵規BEST
『MYこれ!クション 福永恵規 BEST』（マイコレ!クション ふくながさとみベスト）は、2002年10月17日に発売された福永恵規のベスト・アルバムである。発売元はポニーキャニオン。規格品番：PCCA-01785。

## 解説
おニャン子クラブの会員番号11番としてデビューした福永恵規がソロ歌手名義で発表した全4枚のシングルと全2枚のスタジオ・アルバム、および "おニャン子クラブ" 名義のアルバムに収録されているソロ楽曲から成るベスト・アルバム。
シングルA・B面曲以外は、1987年に発売された初のベスト・アルバム『福永恵規ベスト』（1987/11/21発売、D32P6157）と重複している楽曲が全くない。また、デジタル・リマスタリングが施された。CDは廃盤となっており、入手困難となっている。2019年4月11日に『SPLASH』『SAMBO』と共にデジタル配信が開始された。
尚、"MYこれ！クション" とは、ポニーキャニオン単独企画である廉価版ベスト・シリーズの名称。母体のおニャン子クラブのほか、新田恵利・内海和子・高井麻巳子・ゆうゆ・工藤静香・生稲晃子・うしろゆびさされ組・うしろ髪ひかれ隊が発売された。

## 収録曲
1. 風のInvitation（3:40）
  - 作詞: 秋元康 、作曲: 高橋研 、編曲: 佐藤準
2. 渚のUターン（3:44）
  - 作詞: 秋元康 、作曲・編曲: 後藤次利
3. ハートのIgnition（4:03） 
  - 作詞: 秋元康 、作曲: 伊藤銀次 、編曲: 大村雅朗
4. 雨のバラ（4:00）
  - 作詞: 秋元康 、作曲・編曲: 後藤次利
5. 僕達のRUNAWAY（4:05）
  - 作詞: 秋元康 、作曲・編曲: 後藤次利
6. March（4:00）
  - 作詞: 秋元康 、作曲・編曲: 後藤次利
7. 心もJUMPして! 夏のイントロ（4:12） 
  - 作詞・作曲: 竹内まりや 、編曲: 新川博
8. 星のROMANCE（3:31） 
  - 作詞: 許瑛子 、作曲・編曲: 後藤次利
9. LINDA（3:21）
  - 作詞: 秋元康 、作曲: 高橋研 、編曲: 山川恵津子
  - アルバム『夢カタログ』（おニャン子クラブ、1986/3/10発売）より
10. ジャスミンのつむじ風（4:39）
  - 作詞: 神沢礼江 、作曲: 安部恭弘 、編曲: 大村雅朗
  - アルバム『SPLASH』（1986/11/14発売）より
11. 10月はさよならのパームツリー（4:57）
  - 作詞: 麻生圭子 、作曲: 小室哲哉 、編曲: 大村雅朗
  - アルバム『SPLASH』より
12. 3度目のNO TRY（4:04）
  - 作詞: いとうせいこう 、作曲・編曲: 蓑輪単志
  - アルバム『SPLASH』より
13. 三日月のピン・クリップ（4:06）
  - 作詞: 麻生圭子 、作曲: 村田和人 、編曲: 西平彰 、コーラスアレンジ: 村田和人
  - アルバム『SAMBO』（1987/7/5発売）より
14. 青春のREGRET（4:04）
  - 作詞: 秋元康 、作曲: 高橋研 、編曲: 清水信之
  - アルバム『SAMBO』より
15. ハイパー・ラッキー（3:36）
  - 作詞: イノ・ブランシュ 、作曲: 小室哲哉 、編曲: 大村雅朗
  - アルバム『SAMBO』より
16. ONE WAY ROAD（3:48）
  - 作詞: 麻生圭子 、作曲: 井上ヨシマサ 、編曲: 清水信之
  - アルバム『Circle』（おニャン子クラブ、1987/8/5発売）より

## 関連作品
- MYこれ!クション おニャン子クラブBEST - 1980年代の全シングルA面曲、「会員番号の唄」等収録
- MYこれ!クション うしろゆびさされ組BEST - 全6枚のシングルA・B面曲、アルバム曲等収録
- MYこれ!クション うしろ髪ひかれ隊BEST - 全5枚のシングルA・B面曲、ソロ楽曲等収録
- MYこれ!クション 工藤静香BEST - 1987年から1997年に発売したシングルからのベスト
- MYこれ!クション 高井麻巳子BEST - 全8枚のシングルA・B面曲収録
- MYこれ!クション 内海和子BEST - 全4枚のシングルA・B面曲、アルバム曲等収録